# CONCACAF Women's Gold Cup 2006
La CONCACAF Women's Gold Cup 2006 è stata la settima edizione del massimo campionato nordamericano di calcio femminile, noto anche come CONCACAF Women's Gold Cup o CONCACAF Women's World Cup Qualifying Tournament, torneo internazionale a cadenza quadriennale organizzata dalla Confederation of North, Central America and Caribbean Association Football (CONCACAF) e destinato a rappresentative femminili dell'America del Nord, America centrale e regione caraibica. Il torneo, che nella sua fase finale ha visto confrontarsi sei nazionali, si è disputato in Messico tra il 19 e il 26 novembre 2006.
Il torneo ha funzionato anche da qualificazione al campionato mondiale di Cina 2007. La vincitrice e la seconda classificata si sono qualificate direttamente, mentre la terza classificata ha disputato lo spareggio UEFA-CONCACAF.
Gli Stati Uniti hanno vinto il torneo per la sesta volta nella loro storia sconfiggendo in finale il Canada per 2-1 dopo i tempi supplementari.

## Stadi
| Miami Carson | Miami                 | Carson                     |
| ------------ | --------------------- | -------------------------- |
| Miami Carson | Tropical Park Stadium | Dignity Health Sports Park |
| Miami Carson | Capacità: 7 000       | Capacità: 27 000           |
| Miami Carson |                       |                            |

## Qualificazioni
Al torneo sono ammesse direttamente senza passare attraverso le qualificazioni gli Stati Uniti, in qualità di paese ospitante, e il Canada.

## Squadre partecipanti
| Pr. | Squadra           | Ente  | Partecipante in quanto                               | Ultima presenza         |
| --- | ----------------- | ----- | ---------------------------------------------------- | ----------------------- |
| 1   | Stati Uniti       | NAFU  | Paese ospitante                                      | Canada-Stati Uniti 2002 |
| 2   | Canada            | NAFU  | Qualificazione automatica                            | Canada-Stati Uniti 2002 |
| 3   | Messico           | NAFU  | Vincitrice del gruppo A di qualificazione UNCAF/NAFU | Canada-Stati Uniti 2002 |
| 4   | Panama            | UNCAF | Vincitrice del gruppo B di qualificazione UNCAF/NAFU | Canada-Stati Uniti 2002 |
| 5   | Trinidad e Tobago | CFU   | Vincitrice del gruppo A del round finale CFU         | Canada-Stati Uniti 2002 |
| 6   | Giamaica          | CFU   | Vincitrice del gruppo B del round finale CFU         | Canada-Stati Uniti 2002 |

## Fase a eliminazione diretta

### Tabellone
|  | Primo turno       | Primo turno       | Primo turno       |                   |             | Semifinali  | Semifinali | Semifinali |          |                 | Finale          | Finale          | Finale |  |
|  |                   |                   |                   |                   |             |             |            |            |          |                 |                 |                 |        |  |
|  | Giamaica          | Giamaica          | 2                 |                   |             |             |            |            |          |                 |                 |                 |        |  |
|  | Giamaica          | Giamaica          | 2                 |                   |             |             |            |            |          |                 |                 |                 |        |  |
|  | Panama            | Panama            | 0                 |                   |             |             |            |            |          |                 |                 |                 |        |  |
|  | Panama            | Panama            | 0                 |                   | Canada      | Canada      | 1          |            |          |                 |                 |                 |        |  |
|  |                   |                   |                   |                   | Canada      | Canada      | 1          |            |          |                 |                 |                 |        |  |
|  |                   |                   | Giamaica          | Giamaica          | 0           |             |            |            |          |                 |                 |                 |        |  |
|  |                   |                   |                   | Giamaica          | 0           |             |            |            |          |                 |                 |                 |        |  |
|  |                   |                   |                   |                   |             |             |            |            |          |                 |                 |                 |        |  |
|  |                   |                   |                   |                   |             |             |            |            |          |                 |                 |                 |        |  |
|  |                   | Canada            | Canada            | 1                 |             |             |            |            |          |                 |                 |                 |        |  |
|  |                   |                   |                   |                   |             |             |            |            |          |                 |                 |                 |        |  |
|  |                   |                   | Stati Uniti (dts) | Stati Uniti (dts) | 2           |             |            |            |          |                 |                 |                 |        |  |
|  | Messico           | Messico           | Stati Uniti (dts) | Stati Uniti (dts) | 2           | 3           |            |            |          |                 |                 |                 |        |  |
|  | Messico           | Messico           |                   |                   |             | 3           |            |            |          |                 |                 |                 |        |  |
|  | Trinidad e Tobago | Trinidad e Tobago | 0                 |                   |             |             |            |            |          |                 |                 |                 |        |  |
|  | Trinidad e Tobago | Trinidad e Tobago | 0                 |                   | Stati Uniti | Stati Uniti | 2          |            |          | Finale 3º posto | Finale 3º posto | Finale 3º posto |        |  |
|  |                   |                   |                   |                   | Stati Uniti | Stati Uniti | 2          |            |          |                 |                 |                 |        |  |
|  |                   |                   | Messico           | Messico           | 0           |             |            |            |          |                 |                 |                 |        |  |
|  |                   |                   |                   | Messico           | 0           |             |            | Giamaica   | Giamaica | 0               |                 |                 |        |  |
|  |                   |                   |                   |                   |             |             |            | Giamaica   | Giamaica | 0               |                 |                 |        |  |
|  |                   |                   |                   |                   |             | Messico     | Messico    | 3          |          |                 |                 |                 |        |  |

### Primo turno
| Miami 19 novembre 2006, ore 17:00 UTC-5                | Giamaica  | 2 – 0 referto | Panama | Tropical Park Stadium (800 spett.) |
| \| \| \| \| \| Sullivan 4’ Reid 59’ \| Marcatori \| \| |           |               |        |                                    |
|                                                        |           |               |        |                                    |
| Sullivan 4’ Reid 59’                                   | Marcatori |               |        |                                    |

| Miami 19 novembre 2006, ore 19:30 UTC-5                                | Messico   | 3 – 0 referto | Trinidad e Tobago | Tropical Park Stadium (3.135 spett.) |
| \| \| \| \| \| Pérez 20’ González 45’ Domínguez 67’ \| Marcatori \| \| |           |               |                   |                                      |
|                                                                        |           |               |                   |                                      |
| Pérez 20’ González 45’ Domínguez 67’                                   | Marcatori |               |                   |                                      |

### Semifinali
Le vincitrici delle semifinali si sono qualificate per il campionato mondiale femminile di calcio 2007.
| Carson 22 novembre 2006, ore 16:30 UTC-8                                    | Canada    | 4 – 0 referto | Giamaica | Dignity Health Sports Park (6.128 spett.) |
| \| \| \| \| \| Sinclair 40’, 71’ Wilkinson 51’ Booth 88’ \| Marcatori \| \| |           |               |          |                                           |
|                                                                             |           |               |          |                                           |
| Sinclair 40’, 71’ Wilkinson 51’ Booth 88’                                   | Marcatori |               |          |                                           |

| Carson 22 novembre 2006, ore 19:00 UTC-8           | Stati Uniti | 2 – 0 referto | Messico | Dignity Health Sports Park (6.128 spett.) |
| \| \| \| \| \| Wambach 10’, 64’ \| Marcatori \| \| |             |               |         |                                           |
|                                                    |             |               |         |                                           |
| Wambach 10’, 64’                                   | Marcatori   |               |         |                                           |

### Finale terzo posto
La vincitrice della finale per il terzo ha preso parte allo spareggio CONCACAF-AFC. 
| Carson 26 novembre 2006, ore 15:00 UTC-8                               | Giamaica  | 0 – 3 referto                        | Messico | Dignity Health Sports Park (6.749 spett.) |
| \| \| \| \| \| \| Marcatori \| 19’ (rig.), 37’ Ocampo 22’ Domínguez \| |           |                                      |         |                                           |
|                                                                        |           |                                      |         |                                           |
|                                                                        | Marcatori | 19’ (rig.), 37’ Ocampo 22’ Domínguez |         |                                           |

### Finale
| Carson 26 novembre 2006, ore 17:30 UTC-8                                   | Canada    | 1 – 2 (d.t.s.) referto       | Stati Uniti | Dignity Health Sports Park (6.749 spett.) |
| \| \| \| \| \| Hermuss 44’ \| Marcatori \| 6’ Osborne 120’ (rig.) Lilly \| |           |                              |             |                                           |
|                                                                            |           |                              |             |                                           |
| Hermuss 44’                                                                | Marcatori | 6’ Osborne 120’ (rig.) Lilly |             |                                           |

## Statistiche

### Classifica marcatrici
2 reti
- Christine Sinclair
- Maribel Domínguez

- Mónica Ocampo

- Abby Wambach

1 rete
- Melanie Booth
- Randee Hermus
- Rhian Wilkinson

- Aduie Sullivan
- Venicia Reid
- Mónica González

- Patricia Pérez
- Kristine Lilly
- Leslie Osborne